# June Huh

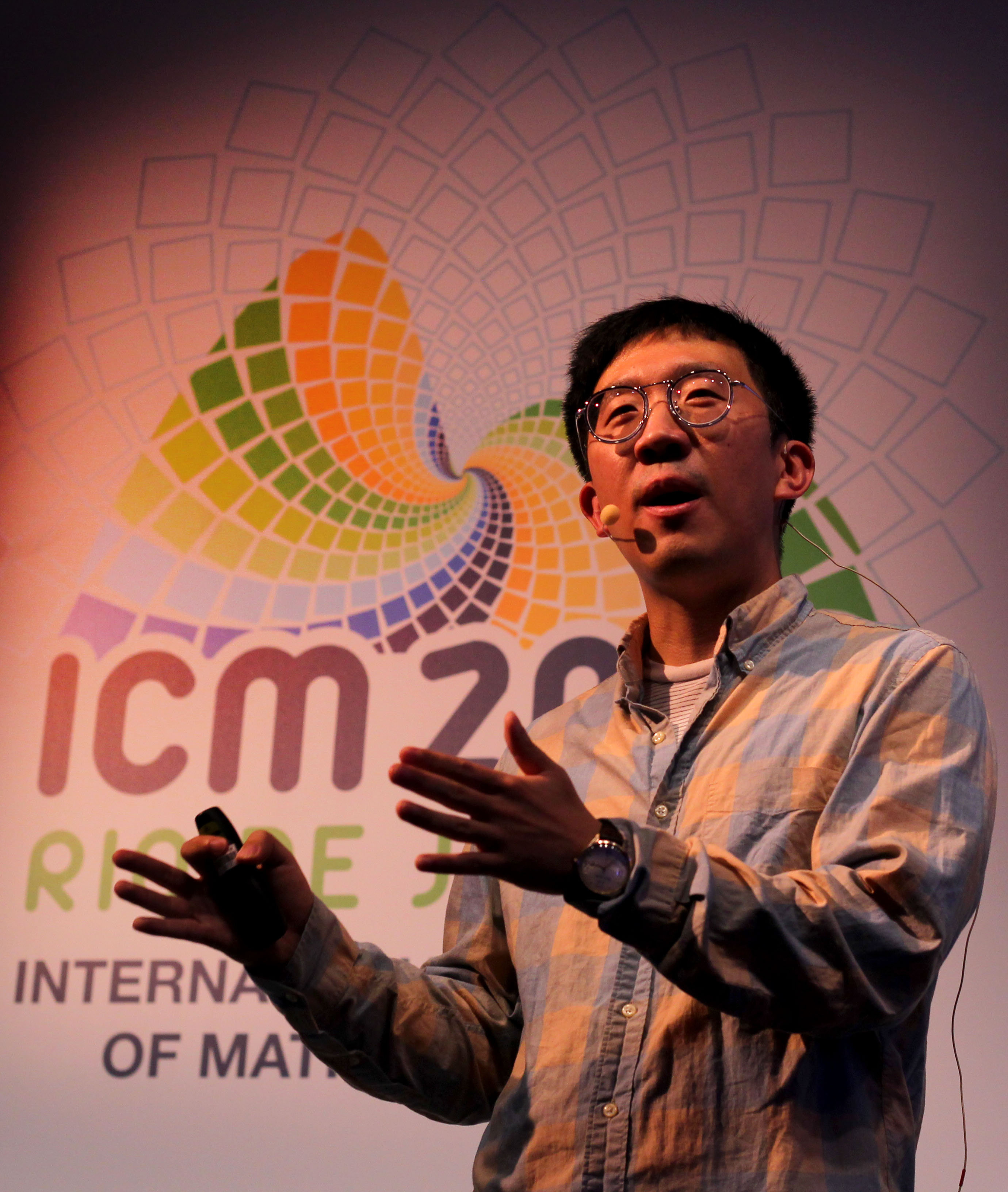
June Huh op het Internationaal Wiskundecongres in 2018

June E Huh (1983) is een Amerikaanse wiskundige die momenteel professor is aan de  Princeton-universiteit. Voorheen was hij hoogleraar aan de Stanford-universiteit. Hij ontving de Fieldsmedaille in 2022 en een MacArthur Fellowship in 2022. Hij staat bekend om de verbanden die hij heeft gevonden tussen algebraïsche meetkunde en combinatoriek.

## Biografie en opleiding
Huh werd geboren in Stanford, waar zijn ouders hun promotieonderzoek aan de Stanford-universiteit afrondden. Hij groeide op in Zuid-Korea, waar zijn familie terugkeerde toen hij ongeveer twee jaar oud was. Zijn vader was hoogleraar statistiek aan de Universiteit van Korea, terwijl zijn moeder hoogleraar Russische taal was aan de Nationale Universiteit van Seoul. Slechte scores op de basisschooltoetsen overtuigden hem ervan dat hij niet over de aangeboren aanleg beschikte om uit te blinken in wiskunde. Hij verveelde zich en raakte uitgeput door de constante routine van studeren. Later stopte hij met de middelbare school om zich te concentreren op het schrijven van  poëzie. Huh wordt beschreven als een laatbloeier, zowel wat betreft zijn carrière als wat betreft zijn academische en professionele ontwikkeling. Huh schreef zich in 2002 in aan de Nationale Universiteit van Seoul, maar voelde zich aanvankelijk onrustig. Hij legde zijn aanvankelijke carrière-ambities vast op het worden van wetenschapsjournalist en besloot een hoofdvak in natuurkunde en astronomie te volgen. Hij moest verschillende cursussen herhalen waarvoor hij aanvankelijk niet slaagde.
Aan het begin van zijn studie werd hij begeleid door de Japanse Fieldsmedaillewinnaar Heisuke Hironaka, die was aangesteld als gastprofessor aan de Nationale Universiteit van Seoul. Nadat hij voor verschillende cursussen was gezakt, volgde Huh in zijn zesde jaar een cursus algebraïsche meetkunde onder Hironaka, die zich concentreerde op de singulariteitstheorie. De cursus was gebaseerd op Hironaka's huidige onderzoek in plaats van op vaststaand lesmateriaal. Huh schreef dat de cursus zijn interesse in wiskunde op onderzoeksniveau had aangewakkerd. Huh voltooide vervolgens een masterdiploma aan de Nationale Universiteit van Seoul, terwijl hij regelmatig met Hironaka naar Japan reisde en optrad als zijn persoonlijke assistent. Vanwege zijn slechte academische staat van dienst als student, werd Huh afgewezen bij alle Amerikaanse universiteiten waarop hij solliciteerde, op één na. Hij begon zijn doctoraatsstudies aan de Universiteit van Illinois te Urbana-Champaign in 2009, voordat hij in 2011 overstapte naar de Universiteit van Michigan. Hij studeerde in 2014 af met een proefschrift geschreven onder leiding van Mircea Mustață. Voor zijn proefschrift ontving hij de Sumner Byron Myers Prize.

## Carrière
In 2009, tijdens zijn promotieonderzoek, bewees Huh het vermoeden van Read over de unimodaliteit van de coëfficiënten van chromatische veeltermen in de grafentheorie, dat al meer dan 40 jaar onopgelost was. In gezamenlijk werk met Karim Adiprasito en Eric Katz loste hij het vermoeden van Heron-Rota-Welsh op over de log-concaviteit van de karakteristieke veelterm van matroïden.
Samen met Karim Adiprasito is hij een van de vijf winnaars van de New Horizons in Mathematics Prize 2019, gekoppeld aan de Breakthrough Prize in Mathematics . Hij was in 2017 winnaar van de Blavatnik Award for Young Scientists (US Regional) Huh was een uitgenodigde spreker op het Internationaal Wiskundecongres in 2018 in Rio de Janeiro.
In  2022 ontving Huh de Fields-medaille voor 'het brengen van de ideeën van de Hodge-theorie naar de combinatoriek, het bewijs van het vermoeden van Dowling-Wilson voor geometrische roosters, het bewijs van het vermoeden van Heron-Rota-Welsh voor matroïden, de ontwikkeling van de theorie van Lorentziaanse veeltermen, en het bewijs van het sterke vermoeden van Mason". Huh is de zesde ontvanger van Oost-Aziatische afkomst en de eerste winnaar van Koreaanse afkomst aan wie de prijs wordt toegekend.